# Palazzo de' Nobili

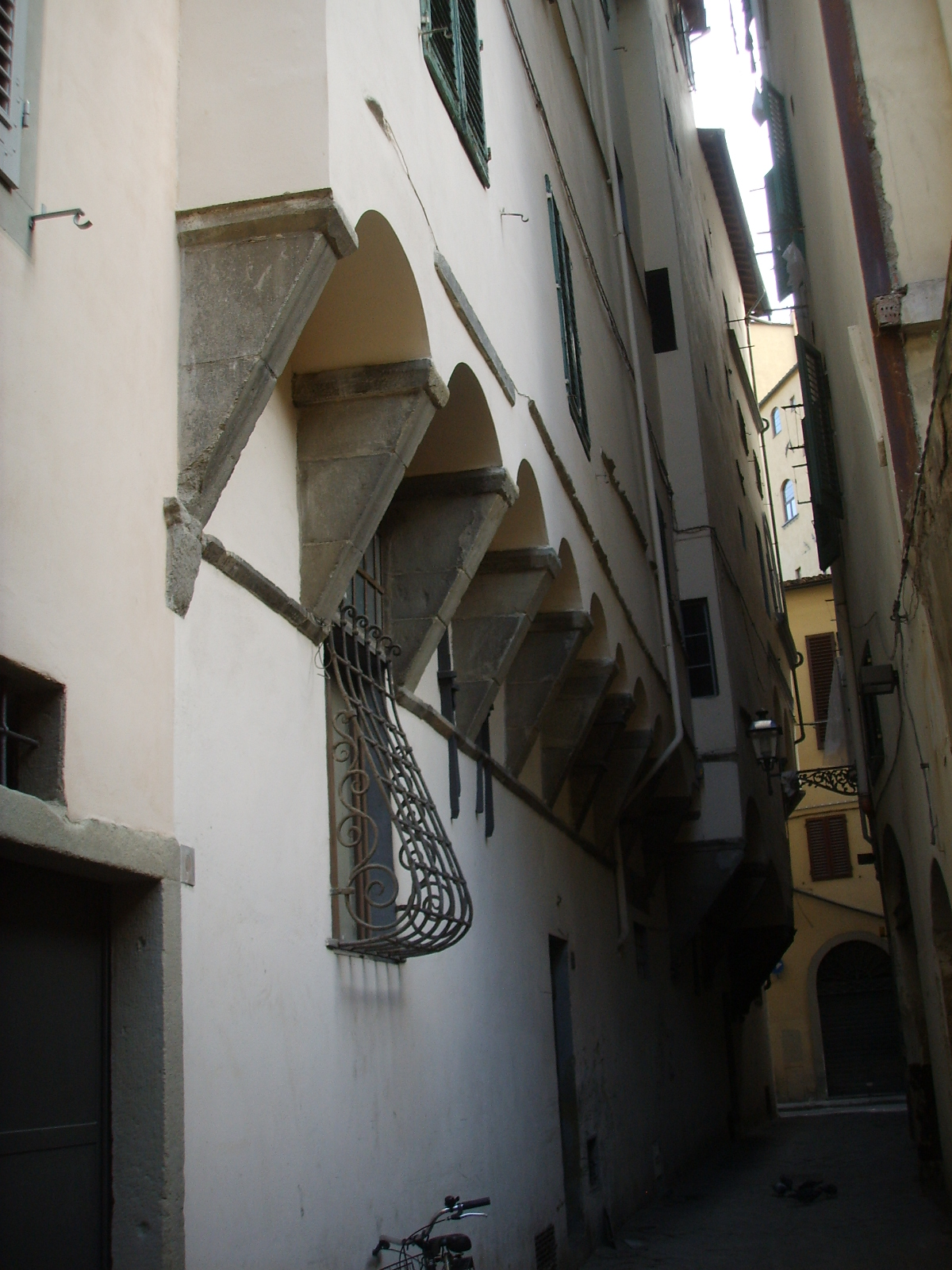
Palazzo de' Nobili, "sporti"

Palazzo de' Nobili si trova a Firenze in via delle Terme 21, angolo con via del Fiordaliso. Il nome deriva dalla famiglia De' Nobili.

## Descrizione
Si tratta di una costruzione cinquecentesca nello stile tipicamente fiorentino, con elementi in pietra (cornici marcapiano, cornici delle finestre e del portale) che spiccano sull'intonaco bianco. Particolari sono i numerosi "sporti" (beccatelli che sorreggono parti sporgenti) su via del Fiordaliso, diversi per ampiezza e fattura.
Gli sporti, se utili per ingrandire il piano calpestabile di un palazzo ai piani superiori, rendevano le strade più buie e malsane, per cui il comune fiorentino ne aveva vietato la costruzione e consigliato la demolizione fin dal XIII secolo; nonostante ciò, nel centro di Firenze restano ancora diversi esempi sia in pietra che, addirittura, in legno.